# Valerio Tebaldi
Pour les articles homonymes, voir Tebaldi.
Valerio Tebaldi (né le 2 juillet 1965 à Chiuduno, dans la province de Bergame, en Lombardie) est un coureur cycliste italien, devenu ensuite directeur sportif.

## Biographie
Professionnel de 1988 à 1999, Valerio Tebaldi a notamment remporté deux étapes du Tour de France, en 1988 et 1989. 
En 1991, il est le quatorzième coureur à terminer les trois grands tours durant la même année,,.
En 2012, il est le directeur sportif de la nouvelle équipe Coldeportes Colombia.

## Palmarès

### Palmarès amateur
- 1986
  - Circuito Alzanese
- 1987
  - Freccia dei Vini
  - Trophée Amedeo Guizzi
  - Florence-Viareggio

### Palmarès professionnel
- 1988
  - 7e étape du Tour de France
- 1989
  - 12e étape du Tour de France
- 1993
  - 2e du Tour des Apennins
- 1999
  - 1re étape de la Bicyclette basque

## Résultats sur les grands tours

### Tour de France
5 participations
- 1988 : abandon (19e étape), vainqueur de la 7e étape
- 1989 : 122e, vainqueur de la 12e étape
- 1991 : 89e
- 1992 : abandon (15e étape)
- 1993 : abandon (13e étape)

### Tour d'Italie
5 participations
- 1990 : abandon
- 1991 : 47e
- 1993 : abandon (14e étape)
- 1994 : 92e
- 1997 : 69e

### Tour d'Espagne
6 participations
- 1990 : hors délai (6e étape)
- 1991 : 87e
- 1992 : 48e
- 1995 : 56e
- 1996 : 50e
- 1997 : 85e